# Towie
Towie (en Gaélique écossais Tollaigh) est un village de l'Aberdeenshire, en Écosse.

## Géographie

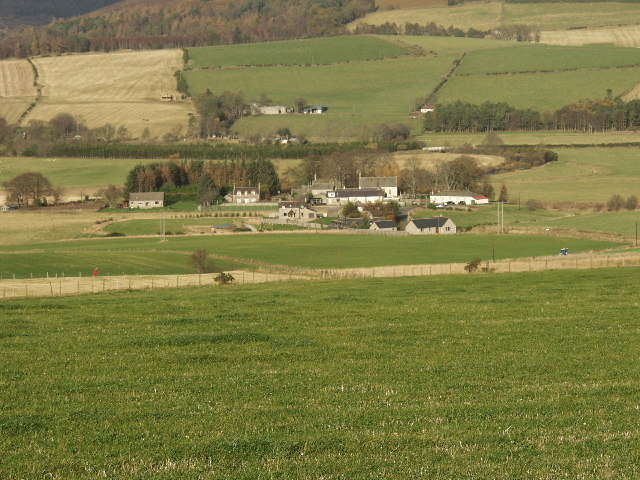
Vue du village

Il se situe près d'Alford et de Lumsden, sur le Don.

## Histoire
Le village est le siège de la branche du clan Barclay (en) nommée Barclay de Tolly (en).
En 1979, le central téléphonique de Glenkindie, juste au nord de Towie, est devenu le premier central téléphonique du Royaume-Uni.

## Personnalité
- William MacGregor (1846-1919), médecin, administrateur colonial et explorateur, y est né et y est inhumé.